# 豐田留妃
豐田留妃（日语：／ Runa Toyoda */?，2002年7月17日—）是日本女藝人、演員及寫真偶像，所屬經紀公司為白金製作。「豐田露娜」為藝名。出生於日本廣島縣福山市，在埼玉縣長大，血型O型，身高159公分，三圍76 - 58 - 89 cm（E罩杯）。

## 經歷
5歲就以童星身份入行，之後演過多部日劇包括八重之櫻、花燃燒等。此外，她的姐姐是豊田早姫，前AKB48研究生，亦是前偶像組合「POWER SPOTS」成員。
2019年5月參加「Miss Magazine」將藝名改名為"豐田露娜"。7月23日從3023名參賽者中脫穎而出奪得冠軍，同年7月於週刊正式寫真出道。
2021年3月高中畢業，從春天開始成為大學生。
2021年4月22日，宣布在特攝電視劇《超人力霸王特利卡: New Generation Tiga》中飾演女主角靜間尤奈。

## 演出作品

### 綜藝節目
- Sweet Answer（2018年4月3日 - 、NHK教育頻道） - すイエんサーガールズ[8]
- ワイドナショー（日语：ワイドナショー）（2019年5月19日、富士電視台） - ワイドナ現役高校生として
- 新・あなたの知らない世界（日语：あなたの知らない世界）（日本電視台） - 主人公回想の女の子 役
- 天才！志村動物園（日本電視台） - 避難所で泣いている女の子 役
- よゐこのKIDSぱらだいす!（日语：よゐこのKIDSぱらだいす!）（Kids Station・TwellV） - VTR・VP あめdeわたあめ

### 電視劇
- 検事・鬼島平八郎（日语：東京地検特捜部長・鬼島平八郎 “眠らぬ鬼”#テレビドラマ）（2010年10月22日 - 12月3日、朝日放送電視台・朝日電視台） - 鬼島美夜（幼年） 役
- プロポーズ兄弟〜生まれ順別 男が結婚する方法〜（日语：プロポーズ兄弟〜生まれ順別 男が結婚する方法〜）（2011年2月24日、富士電視台） - 女子 役
- 四つ葉神社ウラ稼業 失恋保険〜告らせ屋〜（日语：四つ葉神社ウラ稼業 失恋保険〜告らせ屋〜） 第3話（2011年4月21日、讀賣電視台） - 志水千穂（幼年） 役
- 明星保鑣99天（2011年10月23日 - 12月25日、富士電視台） - ハン・ユナ（幼少期） 役
- 蝴蝶小姐～最後的武士之女（2011年11月19日 - 26日、NHK綜合頻道） - 谷川百合（幼年） 役
- 我的學生是惡夢（2012年10月13日 - 12月22日、日本電視台） - 清水莉音 役
- 週末歪鬥劇場 [棟居刑事の死海の伏流（2012年11月24日、朝日電視台） - 劇中寫生
- NHK大河劇（NHK）
  - 八重之櫻（2013年1月 - 12月） - 西郷瀑布 役
  - 花燃燒 第48回 - 最終回（2015年11月29日 - 12月13日）
- 神様のボート（日语：神様のボート）（2013年3月10日 - 3月24日、NHK BS Premium） - 芽衣 役
- 警部補・佐々木丈太郎（日语：警部補・佐々木丈太郎）6（金曜プレステージ・西村京太郎スペシャル 2013年10月25日、富士電視台） - 佐藤彩 役
- 魔法×戰士 魔力純心！ 第26話（2018年9月23日、東京電視台）
- My Life, My Road 〜サトミの闘い〜（日语：My Life, My Road 〜サトミの闘い〜）（2018年、BS日本）
- 魔進戰隊煌輝者 第16化「マシュマロワイアル」（2020年7月26日、朝日電視台） - 池松秋保（高中生時期） 役
- 超人力霸王系列
  - 超人力霸王Trigger（2021年7月10日 -2022年1月22日 、東京電視台） - 靜間尤奈、尤紗蕾 役
  - 超人力霸王Decker（2022年7月9日-） - 靜間尤奈、尤紗蕾 役[9]

### 電影
- 我的學生是惡夢（2014年5月3日、東宝） - 清水莉音 役
- 超人力霸王Trigger：Episode Z（2022年3月13日、松竹） - 靜間尤奈 役

## 書籍

### 寫真集
- ミスマガジン2019写真集PERFECT GRAVURE BOOK（2020年7月8日、講談社）ISBN 978-4-06-520643-0
- 月-Luna-（2020年10月7日、講談社、撮影：唐木貴央）ISBN 978-4-06-519770-7[10]

## 軼事
她的姐姐是偶像組合"POWERSPOT"（2015年解散）的豐田早姬。 早姬於2010年擔任AKB48第11期研究生，同年10月23日退出研究生。
喜愛的食物是海膽，麵包，草莓。 他從三歲開始學習現代芭蕾，從四歲開始學習古典芭蕾。

## 外部連結
- 豊田ルナ （页面存档备份，存于） - PLATINUM PRODUCTION
- 豐田留妃的Instagram帳戶
- 豐田留妃的X（前Twitter）
- shibu3 るんるんるーむ♡豊田ルナ（るんちゃん）的SHOWROOM專頁
- 豊田ルナ的TikTok